# Голямо Соколово
Голямо Соколово е село в Североизточна България. То се намира в община Търговище, област Търговище.

## География
Селото е разположено на 203 м надморска височина, като координатите са 43° 20′ 0″ с.ш., 26° 30′ 0″ и.д. Намира се на 15 км от областния център град Търговище, на 25 км от град Попово и 30 км от град Разград. Селото граничи със следните села: Бистра, Дралфа, Ралица, Чудомир, Маково и Подгорица. Релефа е предимно равнинен, като южната част се състои от гори. Климатът се характеризира със студени североизточни ветрове през зимните месеци, а лятото е горещо и сухо. Годишното количество на валежите в село Голямо Соколово е 580 мм. на m². Почвите са типично черноземни. В близост до селото се намира големите язовири Съединение, Росина и Бели Лом; а в самото село се намира микроязовир.

### Растителен и животински свят
Южната част от земите на селото са представени с широколистна растителност, а северната – с тревиста. Като растат следните видове: дива круша, ясен, липа, габър, дъб, смрадлика, глог, трънка, шипка, млечка, магарешки бодили и други. Животинския свят е характерния за региона. Предимно срещаните видове са лисици, зайци, бели щъркели, врабчета, лястовици, язовци, мишки, лалугери, сърни, яребици, пъдпъдъци и костенурки. Рядко срещани са сива чапла, черен щъркел, кълвачи и други. Водният свят също е разнообразен: червеноперка, таранка, шаран, пръскач, мряна, кротушка, обикновен рак, речна змиорка, рядко водни костенурки, водни змии през лятото и т.н.

### Икономика
Ниския релеф спомага развитието на основния поминък на хората – земеделието, които сформират ЗК Надежда – 2 която обработва земите на местните хора. Отглеждат се почти всички култури характерни за региона – пшеница, слънчоглед, ечемик, рапица, царевица, както и вишни, лешници, сливи. На територията на селото функционират няколко предприятия занимаващи се с отглеждането на птици. Съществува ферма за крави. Въпреки това безработицата е голяма, икономически селото изостава, поради което местните жители са принудени да работят или в града или да емигрират.

## История
Няма данни за съществуване на селището в древни и средновековни времена. Селото възниква по времето на Османската империя от българи-емигранти от планинските краища към 17 или 18 век, под името Коджа Дуан, което буквално на турски означа Голям Сокол. На 30 януари 1878 г. селото, ден след град Търговище бива освободено. През Балканските войни и Първата световна война, селото дава няколко войника. През 1936 г. тогавашното име „Коджа Дуан“ бива сменено на Голямо Соколово, останало и до днес. В близост до селото в местността Текето се намира тюлбето на Юсеин баба. Където местните (мюсюлмани и християни) пренасят в жертва курбани на всевишния. Правят молебен за дъжд според легендата Юсеин баба е построил тюлбето с една тесла заедно с Демир баба, който има тюлбе в близост до с. Свещари, Исперихско; на когото му притрябвала теслата, се провиквал и другият му я хвърлял. Кметове на селото са били Славчо Ганчев (1979 – 1987), Иринка Иванова (1987 – 1991), Василка Колева (1991 – 1995), Гинка Йорданова (1995 – 1999), Иво Христов (1999 – 2007), Юсеин Хамидов (2007 – 2011) и Алиме Ахмедова (2011-).

## Население
Численост на населението според преброяванията през годините:
| \| Година на преброяване \| Численост \| \| --------------------- \| --------- \| \| 1934 \| 1032 \| \| 1946 \| 995 \| \| 1956 \| 987 \| \| 1965 \| 961 \| \| 1975 \| 883 \| \| 1985 \| 595 \| \| 1992 \| 616 \| \| 2001 \| 491 \| \| 2011 \| 456 \| \| 2021 \| 327 \| |           |
| Година на преброяване | Численост |
| 1934 | 1032      |
| 1946 | 995       |
| 1956 | 987       |
| 1965 | 961       |
| 1975 | 883       |
| 1985 | 595       |
| 1992 | 616       |
| 2001 | 491       |
| 2011 | 456       |
| 2021 | 327       |

### Етнически състав
Според преброяването на населението през 1880 г. в селото има 430 жители, от които 426 турци (99,06%) и 4 българи (0,93%).
Преброяване на населението през 2011 г.
Численост и дял на етническите групи според преброяването на населението през 2011 г.:
|                     | Численост | Дял (в %) |
| Общо                | 456       | 100,00    |
| Българи             | 92        | 20,17     |
| Турци               | 358       | 78,50     |
| Цигани              |           |           |
| Други               |           |           |
| Не се самоопределят |           |           |
| Неотговорили        | 1         | 0,21      |

## Редовни събития
На 6 май всяка година се правят събори със състезания с коне. Празнуват се редовно християнските празници Коледа и Великден, както и мюсюлманските Рамазан и Курбан байрам.

## Галерия
- Читалище „Христо Ботев“
- Църквата в село Голямо Соколово
- Язовира

- Улица
- Улица
- Поляна